# Slovačka filharmonija
Slovačka filharmonija (slovački Slovenská filharmónia) je simfonijski orkestar iz Bratislave osnovan 1949. godine. Nastupila je na mnogim međunarodnim festivalima, primjerice u Cipru, Turskoj, Japanu i SAD-u. Trenutačni šef dirigent orkestra je francuski dirigent Emmanuel Villaume. Orkestar izvodi djela poznatih baroknih i klasičkih, ali i suvremenih skladatelja ozbiljne glazbe. Mnoge su izvedbe tog orkestra snimljene, a snimke objavljene u izdanjima diskografske kuće Naxos Records.

## Šefovi dirigenti
- 1949. – 1952. Václav Talich
- 1949. – 1952. Ľudovít Rajter
- 1952. – 1953. Tibor Frešo
- 1953. – 1976. Ľudovít Rajter
- 1961. – 1981. Ladislav Slovák
- 1981. – 1982. Libor Pešek
- 1982. – 1984. Vladimir Verbickij
- 1984. – 1989. Bystrík Režucha
- 1990. – 1991. Aldo Ceccato
- 1991. – 2001. Ondrej Lenárd
- 2003. – 2004. Jiří Bělohlávek
- 2004. – 2007. Vladimír Válek
- 2007. – 2009. Peter Feranec
- 2009. – danas Emmanuel Villaume

## Vanjske poveznice
- (sl.) (engl.) Službena stranica
- (sl.) Online arhiva Slovačke filharmonije